# فونتنه-او-رز
شهر فونتنه-او-رز (به فرانسوی: Fontenay-aux-Roses) در شهرستان او-دو-سن در ناحیه ایل-دو-فرانس با جمعیت ۲۳٬۹۶۴ نفر در کشور فرانسه واقع شده است